# Lista dos aeroportos mais movimentados da Alemanha
No artigo que se segue, estão relacionadas em ordem decrescente os aeroportos mais movimentados da Alemanha e o movimento aproximado de cada um. Os dados são de 2008, cujas referências são encontradas em páginas da Wikipédia de diversos idiomas.

## Aeroportos
| Posição | Cidade          | Passageiros | Aeroporto                          |
| ------- | --------------- | ----------- | ---------------------------------- |
| 1       | Frankfurt       | 53.472.915  | Internacional de Frankfurt         |
| 2       | Munique         | 34.552.189  | Internacional Franz Josef Strauss  |
| 3       | Düsseldorf      | 18.148.372  | Internacional de Düsseldorf        |
| 4       | Berlim          | 14.486.610  | Internacional de Berlin-Tegel      |
| 5       | Hamburgo        | 12.843.729  | Internacional Fuhlsbüttel          |
| 6       | Colônia         | 10.471.657  | Internacional de Colônia Bonn      |
| 7       | Stuttgart       | 10.328.120  | Internacional de Stuttgart         |
| 8       | Berlim          | 6.638.162   | Aeroporto de Berlin-Schönefeld     |
| 9       | Hanôver         | 5.644.746   | Internacional Langenhagen          |
| 10      | Freiburg        | 4.273.049   | Intercontinental de Friburgo       |
| 11      | Nuremberg       | 4.189.574   | Nacional de Nuremberg              |
| 12      | Frankfurt       | 4.015.155   | Nacional de Frankfurt-Hahn         |
| 13      | Bremen          | 2.486.337   | Internacional de Bremen            |
| 14      | Leipzig         | 2.462.256   | Nacional de Leipzig-Halle          |
| 15      | Dortmund        | 2.329.440   | Nacional de Dortmund               |
| 16      | Dresden         | 1.860.364   | Nacional de Dresden-Klotzsche      |
| 17      | Munster         | 1.613.413   | Internacional de Munster-Osnabrück |
| 18      | Weeze           | 1.525.063   | Nacional de Weeze                  |
| 19      | Paderborn       | 1.241.997   | Regional de Paderborn-Lippstaadt   |
| 20      | Karlsruhe       | 1.153.017   | Nacional Karlsruhe-Baden           |
| 21      | Friedrichshafen | 667.202     | Regional de Friederichshafen       |
| 22      | Saarbrücken     | 517.924     | Nacional de Saarbrücken            |